# Волинський Михайло Семенович
Волинський Михайло Семенович (?—1669) — ринда, стольник, голова, воєвода та окольничий за часів правління Михайла Федоровича та Олексія Михайловича.
З дворянського роду Волинські. Старший син воєводи Волинського Семена Івановича. Мав братів: боярина Василя Семеновича, окольничого Якова Семеновича та сестру — Семенівну, дружину князя Долгорукова Федора Богдановича.

## Біографія
У 1636—1658 роках згадувався як стольник. З 1636 практично все життя був при царському дворі де служив. У листопаді 1636 року під час подорожі Михайла Федоровича в Угрешський монастир перебував у Москві в охороні царевого палацу. У січні та лютому 1639 року охороняв труни царевичів Івана Михайловича та Василя Михайловича. У квітні 1641 року за обідом у царя Михайла Федоровича стояв біля його столу. У січні 1645 був риндою в білій сукні при прийомі польського посла. У листопаді 1646 їздив з посланням від царя до польського посла. У січні та листопаді 1647 року, за обідом у царя дивився у «великий стіл». На весіллі государя Олексія Михайловича з Марією Іллівною Милославською в 1648 був у царевої свічки. У червні 1648 року відправлений до Ярославля збирати окладчиків. У серпні 1648 року на параді при литовських послах був головою біля стольників. У березні 1650 року відправлений у Водська п'ятинау збирати дворян та дітей боярських. У травні 1651 призначений воєводою в Одоєв. У 1654 році у поході царя на поляків був головою у сотні дворян. У серпні 1654 року відряджений під Дубровно головою у сотні дворян у Государевому полку. 1656 року голова у дворян. У цьому ж році, на початку липня, був при цареві в Полоцьку, а 13 липня був присутній при освяченні соборної церкви — Софії. У лютому 1658 призначений другим воєводою у князя Юрія Олексійовича Долгорукова, але через неправомірне місництво з ним, був посаджений у в'язницю. У листопаді 1658 року від нього з Вільно до Государя прибув посланець, з повідомленням про перемогу над Госевським, у якого взяли обоз і захопили самого Госевського. Після повернення з походів удостоївся бути «у руки Государя». У лютому 1659 року обідав у царя, і під кінець обіду призначений в окольничі, тоді ж йому надана шуба на золотому атласі, кубок і прибавка до колишнього окладу. У лютому 1659 року був присутній під час призначення князя Рєпніна Івана Борисовича боярином. У 1659 був при будівництві земляного валу в Москві. У листопаді 1660 наказано йому бути з полком у Севську, на випадок приходу кримських військ. У грудні 1660 року посланий другим полковим воєводою до Бельова. У лютому 1661 року був відпущений на якийсь час до Москви, а потім знову вирушив на службу до того ж боярина. У січні 1662 наказано йому з Севська повернутися до Москви. У червні 1663 року призначений другим полковим воєводою до Калуги. У 1665—1668 роках перший воєвода у Путивлі. У 1668 роках згадується серед окольничих.
Мав свій палац у Москві. Володів вотчинами та маєтками в Рязанському повіті.
Помер 25 січня 1669 року.

## Родина
Дружина: Агафія Семенівна — вотчинниця Луховицького повіту.
Діти:
- Волинський Іван Михайлович — кімнатний стольник.
- Ганна Михайлівна — дружина окольничого Щербатова Юрія Федоровича.
- Юхимія Михайлівна — в 1-му шлюбі за окольничим Собакіним Василем Никифоровичем.